# Лебедев, Вячеслав Иванович (апиолог)
Вячесла́в Ива́нович Ле́бедев (род. 1 апреля 1950) — российский учёный-апиолог, специалист по пчеловодству. Доктор сельскохозяйственных наук, кандидат биологических наук, профессор (1996). В 2011—2015 гг. директор НИИ пчеловодства, затем его научный руководитель — ныне как Федерального научного центра пчеловодства. Лауреат Государственной премии РФ в области науки и техники (2000) и премии Правительства РФ в области образования (2003).

## Биография
Окончил Рязанский государственный педагогический институт (1972).
На следующий год поступил в очную аспирантуру НИИ пчеловодства. В 1979 г. получил ученую степень кандидата биологических наук. В 1993 г. защитил диссертацию на соискание ученой степени доктора сельскохозяйственных наук «Теоретические и практические аспекты технологии производства продуктов пчеловодства» (МСХА им. К. А. Тимирязева).
С 2015 года научный руководитель Федерального научного центра пчеловодства (прежде НИИ пчеловодства), также руководит его отделом технологии производства продуктов пчеловодства, директор НИИ пчеловодства в 2011—2015 гг. (переведен с последней должности в связи с достижением предельного возраста для руководителей научных организаций в 65 лет). До того с 1998 года заместитель директора по научной работе, и ранее работал там же, в частности заведующим отделом. С 1995 года профессор кафедры генетики и разведения сельскохозяйственных животных Рязанского государственного агротехнологического университета им. П. А. Костычева.
Под руководством В. И. Лебедева защищено 12 кандидатских и 1 докторская диссертации, он является членом двух диссертационных советов по защите кандидатских и докторских диссертаций — при РГАТУ и Всероссийском НИИ коневодства. Входит в редколлегию журнала «Пчеловодство».
С образованием Союза пчеловодов и пчеловодных организаций страны «Пчеловодство» (Союз «Пчеловодство») в 2014 году стал председателем его попечительского Совета.
Ученый секретарь российского Межведомственного координационного совета по апитерапии с его образования в 1997 году.
Член правления Рязанского общества апитерапевтов.
Является действительным членом Российской Народной академии наук, членом-корреспондентом Петровской академии наук и искусств.
В 2000 г. в составе группы соискателей В. И. Лебедеву присуждена Государственная премия за работу «Создание научных основ и технологий массового производства биологически активных, экологически чистых продуктов пчеловодства». В 2001 г. постановлением Президиума РАН ему присуждена Государственная научная стипендия в области общей биологии и биологических проблем сельского хозяйства по специальности «Зоотехния».
В 2003 г. вместе с Н. И. Кривцовым удостоен премии Правительства РФ в области образования за создание учебника для общеобразовательных учреждений высшего профессионального образования «Пчеловодство».
Почетный работник агропромышленного комплекса Рязанской области (2010).
Почетный пчеловод Югославии. Почётный доктор Гродненского государственного аграрного университета (2013).
Награжден медалями «Лауреат ВВЦ», «1000-летие Казани», «70 лет Рязанской области».
Неоднократно награждался Почетными грамотами Россельхозакадемии и др. организаций.
Одна из его публикаций удостоена золотой медали XIII Международного конгресса Апиславии.
Опубликовал 450 научных работ, в их числе 58 книг, брошюр и учебников, также за рубежом, — по биологии, разведению пчел, технологиям производства продуктов пчеловодства.